# Uruguay op het wereldkampioenschap voetbal 1986
Uruguay was een van de deelnemende landen aan het wereldkampioenschap voetbal 1986 in Mexico. Het was de achtste deelname voor het land. Uruguay bereikte de achtste finales, waarin het werd uitgeschakeld door buurland Argentinië

## Kwalificatie

### Groep 2
Uruguay had eindelijk weer de gelegenheid zich te plaatsen voor een WK, de eerste keer sinds 1974. Belangrijkste tegenstrever Chili liet een punt liggen in de uitwedstrijd tegen Ecuador, waardoor Uruguay bij winst in eigen huis zich kon kwalificeren. Uruguay won dankzij een omstreden strafschop, omdat Fancescoli tegen de rand van het strafschopgebied werd neergehaald. Enzo Francscoli was de nieuwe hoop van Uruguay, bijgenaamd "de Prins" vanwege zijn elegante manier van spelen en spelend voor de Argentijnse club River Plate. Uruguay was een outsider voor de titel, het won het kampioenschap van Zuid-Amerika na een dubbele ontmoeting tegen het grote Brazilië van Zico en Sokrates en kon erg hard spelen.
| Pos | Land    | Wed | Win | Gel | Ver | DV | DT | +/− | Pnt |
| --- | ------- | --- | --- | --- | --- | -- | -- | --- | --- |
| 1.  | Uruguay | 4   | 3   | 0   | 1   | 6  | 4  | +2  | 6   |
| 2.  | Chili   | 4   | 2   | 1   | 1   | 10 | 5  | +5  | 5   |
| 3.  | Ecuador | 4   | 0   | 1   | 3   | 4  | 11 | –7  | 1   |

|               |                        |       |          |                                                                                        |
| 10 maart 1985 | Uruguay                | 2 – 1 | Ecuador  | Estadio Centenario, Montevideo Toeschouwers: 60.000 Scheidsrechter: Nunez Edison Pérez |
| 10 maart 1985 | Aguilera 32' Ramos 90' |       | Cuvi 54' | Estadio Centenario, Montevideo Toeschouwers: 60.000 Scheidsrechter: Nunez Edison Pérez |

|               |                       |       |         |                                                                                             |
| 24 maart 1985 | Chili                 | 2 – 0 | Uruguay | Estadio Nacional de Chile, Santiago Toeschouwers: 80.000 Scheidsrechter: Jesús Diaz Palacio |
| 24 maart 1985 | Rubio 28' Aravena 53' |       |         | Estadio Nacional de Chile, Santiago Toeschouwers: 80.000 Scheidsrechter: Jesús Diaz Palacio |

|               |         |                               |         |                                                                                            |
| 31 maart 1985 | Ecuador | 0 – 2                         | Uruguay | Estadio Olímpico Atahualpa, Quito Toeschouwers: 45.000 Scheidsrechter: Juan Escobar Veldez |
| 31 maart 1985 |         | Saralegui 70' Francescoli 87' |         | Estadio Olímpico Atahualpa, Quito Toeschouwers: 45.000 Scheidsrechter: Juan Escobar Veldez |

|              |                             |       |                    |                                                                                     |
| 7 april 1985 | Uruguay                     | 2 – 1 | Chili              | Estadio Centenario, Montevideo Toeschouwers: 75.000 Scheidsrechter: Carlos Espósito |
| 7 april 1985 | Batista 9' Ramos 60' (pen.) |       | Aravena 29' (pen.) | Estadio Centenario, Montevideo Toeschouwers: 75.000 Scheidsrechter: Carlos Espósito |

### Selectie
| No. | Naam              | Wedstr. | Club                 |
| --- | ----------------- | ------- | -------------------- |
| 1   | Rodolfo Rodríguez | 0       | Santos FC            |
| 2   | Nelson Gutiérrez  | 4       | CA River Plate       |
| 3   | Eduardo Acevedo   | 4       | Defensor             |
| 4   | Victor Diogo      | 3       | SE Palmeiras         |
| 5   | Miguel Bossio     | 3       | Peñarol              |
| 6   | José Batista      | 3       | Deportivo Español    |
| 7   | Antonio Alzamendi | 3       | CA River Plate       |
| 8   | Jorge Barrios     | 3       | Olympiakos Piraeus   |
| 9   | Jorge da Silva    | 3       | Atlético Madrid      |
| 10  | Enzo Francescoli  | 4       | CA River Plate       |
| 11  | Sergio Santín     | 4       | Atlético Nacional    |
| 12  | Fernando Álvez    | 4       | Peñarol              |
| 13  | César Vega        | 0       | Danubio FC           |
| 14  | Darío Pereyra     | 2       | São Paulo FC         |
| 15  | Eliseo Rivero     | 1       | Peñarol              |
| 16  | Mario Saralegui   | 3       | Elche CF             |
| 17  | José Luis Zalazar | 1       | Peñarol              |
| 18  | Rubén Paz         | 1       | SC Internacional     |
| 19  | Venancio Ramos    | 4       | RC Lens              |
| 20  | Carlos Aguilera   | 0       | Nacional             |
| 21  | Wilmar Cabrera    | 2       | Valencia FC          |
| 22  | Celso Otero       | 0       | Montevideo Wanderers |

## Toernooi

### Groepsfase
Uruguay kwam in groep D terecht, een groep des doods met tweevoudig wereldkampioen West-Duitsland, de beloftevolle ploeg van Schotland en de sterke generatie van Denemarken. Uruguay eindigde 3e in de groep met 2 gelijkspellen en één zware nederlaag. Dit was toch voldoende om door te stoten naar de achtste finales.
| Land           | Wed | Win | Gel | Ver | DV | DT | +/− | Pnt |
| -------------- | --- | --- | --- | --- | -- | -- | --- | --- |
| Denemarken     | 3   | 3   | 0   | 0   | 9  | 1  | 8   | 6   |
| West-Duitsland | 3   | 1   | 1   | 1   | 3  | 4  | -1  | 3   |
| Uruguay¹       | 3   | 0   | 2   | 1   | 2  | 7  | -5  | 2   |
| Schotland      | 3   | 0   | 1   | 2   | 1  | 3  | -2  | 1   |

|                                          |              |                  |                | |
| 4 juni 1986 «onderlinge duels» 12:00 CST | Uruguay      | 1 – 1            | West-Duitsland | Estadio La Corregidora, Querétaro Toeschouwers: 30.500 Scheidsrechter: Vojtěch Christov ( Tsjecho-Slowakije) |
| 4 juni 1986 «onderlinge duels» 12:00 CST | Alzamendi 4' | Wedstrijdverslag | Allofs 84'     | Estadio La Corregidora, Querétaro Toeschouwers: 30.500 Scheidsrechter: Vojtěch Christov ( Tsjecho-Slowakije) |

|                                          |                                                                |                  |                        | |
| 8 juni 1986 «onderlinge duels» 16:00 CST | Denemarken                                                     | 6 – 1            | Uruguay                | Estadio Neza 86, Nezahualcóyotl Toeschouwers: 26.500 Scheidsrechter: Antonio Márquez Ramírez ( Mexico) |
| 8 juni 1986 «onderlinge duels» 16:00 CST | Elkjær Larsen 11', 67', 80' Lerby 41' Laudrup 52' J. Olsen 88' | Wedstrijdverslag | Francescoli 45' (pen.) | Estadio Neza 86, Nezahualcóyotl Toeschouwers: 26.500 Scheidsrechter: Antonio Márquez Ramírez ( Mexico) |

|                                           |                  |       |         |                                                                                                |
| 13 juni 1986 «onderlinge duels» 12:00 CST | Schotland        | 0 – 0 | Uruguay | Estadio Neza 86, Nezahualcóyotl Toeschouwers: 20.000 Scheidsrechter: Joël Quiniou ( Frankrijk) |
| 13 juni 1986 «onderlinge duels» 12:00 CST | Wedstrijdverslag |       |         | Estadio Neza 86, Nezahualcóyotl Toeschouwers: 20.000 Scheidsrechter: Joël Quiniou ( Frankrijk) |

### Achtste finale
Men was bevreesd, dat Uruguay tegen buurman Argentinië opnieuw een schoppartij zou veroorzaken, maar het land speelde voor hun doen vrij ingetogen, alleen aan het einde van de wedstrijd waren er wat incidenten. Pasculli scoorde voor Argentinië het enige doelpunt, maar echt een succes was het niet, hij ontsnapte aan het einde van de wedstrijd aan een rode kaart na provocaties van keeper Fernando Álvez en zou niet meer spelen dit toernooi. Grote uitblinker was opnieuw Diego Maradona, hij schoot op de lat, een treffer van hem werd afgekeurd en hij bezorgde zijn ploeggenoten met indrukwekkende rushes bijna niet te missen kansen. Uruguay begon pas te voetballen, toen aanvaller Rubén Paz werd ingezet, die in een half uur gevaarlijker was dan steraanvaller Enzo Francescoli in een heel toernooi. Uruguay won ook niet de Fair Play Cup, in vier wedstrijden ontvingen ze twee rode en elf gele kaarten. Uruguay moest het toernooi verlaten na deze nederlaag.
|                                           |              |                  |         |                                                                                         |
| 16 juni 1986 «onderlinge duels» 16:00 CST | Argentinië   | 1 – 0            | Uruguay | Estadio Cuauhtémoc, Puebla Toeschouwers: 26.000 Scheidsrechter: Luigi Agnolin ( Italië) |
| 16 juni 1986 «onderlinge duels» 16:00 CST | Pasculli 42' | Wedstrijdverslag |         | Estadio Cuauhtémoc, Puebla Toeschouwers: 26.000 Scheidsrechter: Luigi Agnolin ( Italië) |

AUF · A-internationals · Selecties · Bondscoaches · Uruguayaans vrouwenelftal · Olympisch elftal · Uruguay U21 · Uruguay U20 · Uruguay U19 · Uruguay U18 · Uruguay U17
1900 – 1909 ·
1910 – 1919 ·
1920 – 1929 ·
1930 – 1939 ·
1940 – 1949 ·
1950 – 1959 ·
1960 – 1969 ·
1970 – 1979 ·
1980 – 1989 ·
1990 – 1999 ·
2000 – 2009 ·
2010 – 2019 ·
2020 – 2029
WK 1930 · 
WK 1950 · 
WK 1954 · 
WK 1962 · 
WK 1966 · 
WK 1970 ·
WK 1974 · 
WK 1986 · 
WK 1990 · 
WK 2002 · 
WK 2010 · 
WK 2014 · 
WK 2018
OS 1924 · 
OS 1928 ·
OS 2012
1902 · 
1903 · 
1904 · 
1905 · 
1906 · 
1907 · 
1908 · 
1909 ·
1910 · 
1911 · 
1912 · 
1913 · 
1914 · 
1915 · 
1916 · 
1917 · 
1918 · 
1919 ·
1920 · 
1921 · 
1922 · 
1923 · 
1924 · 
1925 · 
1926 · 
1927 · 
1928 · 
1929 ·
1930 · 
1931 · 
1932 · 
1933 · 
1934 · 
1935 · 
1936 · 
1937 · 
1938 · 
1939 ·
1940 · 
1941 · 
1942 · 
1943 · 
1944 · 
1945 · 
1946 · 
1947 · 
1948 · 
1949 ·
1950 · 
1951 · 
1952 · 
1953 · 
1954 · 
1955 · 
1956 · 
1957 · 
1958 · 
1959 ·
1960 · 
1961 · 
1962 · 
1963 · 
1964 · 
1965 · 
1966 · 
1967 · 
1968 · 
1969 ·
1970 · 
1971 · 
1972 · 
1973 · 
1974 · 
1975 · 
1976 · 
1977 · 
1978 · 
1979 ·
1980 · 
1981 · 
1982 · 
1983 · 
1984 · 
1985 · 
1986 · 
1987 · 
1988 · 
1989 ·
1990 ·
1991 · 
1992 · 
1993 · 
1994 · 
1995 · 
1996 · 
1997 · 
1998 · 
1999 · 
2000 · 
2001 · 
2002 · 
2003 · 
2004 · 
2005 · 
2006 · 
2007 · 
2008 · 
2009 · 
2010 · 
2011 · 
2012 · 
2013 · 
2014 · 
2015 · 
2016 ·
2017 ·
2018 ·
2019 ·
2020 ·
2021 ·
2022 ·
2023 ·
2024
Algerije ·
Angola ·
Argentinië ·
Australië ·
België ·
Bolivia ·
Brazilië ·
Bulgarije ·
Canada ·
Chili ·
China ·
Colombia ·
Costa Rica ·
Cuba ·
DDR ·
Denemarken ·
Duitsland ·
Ecuador ·
Egypte ·
Engeland ·
Estland ·
 Finland ·
Frankrijk ·
Georgië ·
Ghana ·
Guatemala ·
Haïti ·
Honduras ·
Hongarije ·
Ierland ·
India ·
Indonesië ·
Irak ·
Iran ·
Israël ·
Italië ·
Ivoorkust ·
Jamaica ·
Japan ·
Joegoslavië ·
Jordanië ·
Libië ·
Luxemburg ·
Maleisië ·
Mexico ·
Marokko ·
Nederland ·
Nicaragua ·
Nieuw-Zeeland ·
Nigeria ·
Noord-Ierland ·
Noorwegen ·
Oekraïne ·
Oezbekistan ·
Oman ·
Oostenrijk ·
Panama ·
Paraguay ·
Peru ·
Polen ·
Portugal ·
Roemenië ·
Rusland ·
Saarland ·
Saoedi-Arabië ·
Schotland ·
Senegal ·
Servië & Montenegro ·
Singapore ·
Slovenië ·
Sovjet-Unie ·
Spanje ·
Tahiti ·
Thailand ·
Trinidad en Tobago · 
Tsjechië ·
Tsjecho-Slowakije ·
Tunesië · 
Turkije ·
Venezuela ·
Verenigde Arabische Emiraten ·
Verenigde Staten ·
Wales ·
Zuid-Afrika ·
Zuid-Korea ·
Zweden ·
Zwitserland
Argentinië (1986) ·
België (1990) ·
Brazilië (1950) · 
Colombia (2014) ·
Costa Rica (2014) ·
Denemarken (1986) ·
Denemarken (2002) ·
Duitsland (2010) ·
Egypte (2018) ·
Engeland (2014) ·
Frankrijk (2002) ·
Frankrijk (2010) ·
Frankrijk (2018) ·
Ghana (2010) ·
Italië (1990) ·
Italië (2014) ·
Mexico (2010) ·
Nederland (1974) ·
Nederland (2010) ·
Portugal (2018) ·
Rusland (2018) ·
Saoedi-Arabië (2018) ·
Schotland (1986) ·
Senegal (2002) ·
Spanje (1990) ·
West-Duitsland (1986) ·
Zuid-Afrika (2010) ·
Zuid-Korea (1990) ·
Zuid-Korea (2010)